# Periodo degli stati del Nord e del Sud

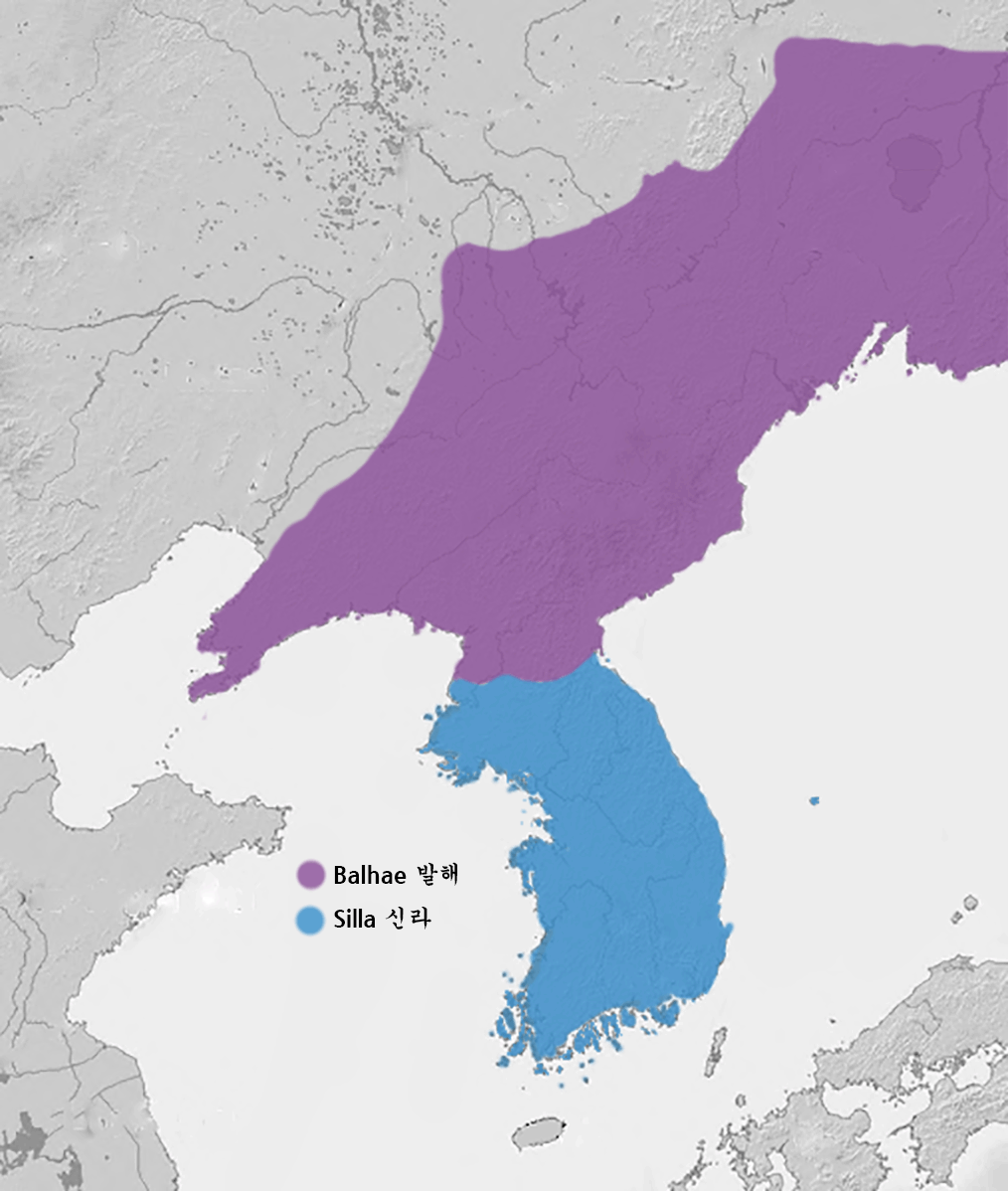
Cartina della Corea nell'830

Il periodo degli Stati del Nord e del Sud (698 d.C. - 936 d.C.) è un periodo della storia della Corea quando l'Unificazione Silla e Balhae coesistettero nel sud e nel nord del paese,. Alcuni definiscono semplicemente questo periodo come quello dell'Unificazione Silla, ma gli studiosi preferiscono l'annotazione Periodo degli stati del Nord e del Sud in quanto l'unificazione Silla a sud fu incompleta, e le persone del distrutto Goguryeo si stabilirono in Balhae.